# UP Langreo
UP Langreo är en spansk fotbollsklubb som grundades den 4 juli 1961 efter en sammanslagning av de lokala lagen CP La Felguera och Racing de Sama, som hade en intensiv rivalitet. Sammanslagningen gjordes i syfte att övervinna rivaliteten mellan Sama och La Felguera, inte bara inom fotbollen utan på alla områden.
Under sin första säsong nådde Langreo uppflyttning till Segunda División, där klubben spelade åtta säsonger under de följande tio åren. Efter sin andra nedflyttning från Segunda till Tercera División spelade laget alltid mellan Tercera och Segunda División B, den nya tredje divisionen som skapades 1977. UP Langreo deltog i denna division för första gången under dess premiärsäsong.
År 1994 deltog Langreo i uppflyttningskvalet till Segunda División men slutade sist i sin grupp.
Sedan dess har Langreo fortsatt att spela växelvis mellan Segunda División B och Tercera División. Under säsongen 2017–18 blev klubben återigen uppflyttad till Segunda División B efter att ha tillbringat tre säsonger i Tercera och kvalificerade sig för Copa del Rey. Detta avslutade en 18 år lång frånvaro från turneringen, den längsta i klubbens historia.
En av klubbens främsta spelare är Christian Ljungberg.